# 曹伯陽
曹伯陽（そうはくよう、? - 紀元前487年）は、春秋時代の曹の最後の君主（在位前502年 - 前487年）。姓は姫、名は陽。靖公の子として生まれた。靖公の後をうけて曹国の君主となった。弋猟を好み、公孫彊を信任して司城に任じた。紀元前488年、公孫彊の進言に従い、晋にそむき、宋に侵攻した。宋の反攻をまねき、包囲を受けた。翌年、宋によって曹国は滅ぼされ、曹伯陽と公孫彊は連行されて殺害された。